# قيمة بيولوجية

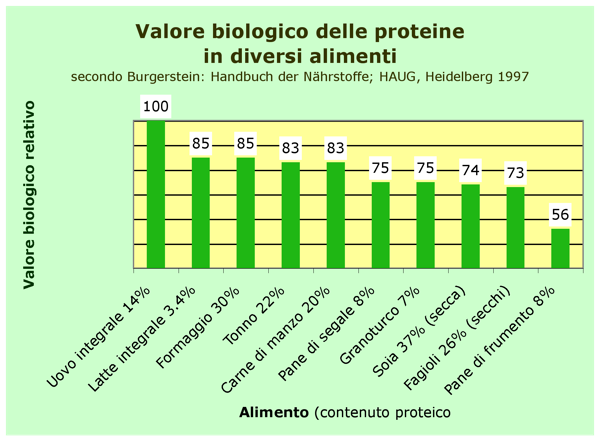

القيمة البيولوجية هي مقياس نسبة البروتين الممتص من الطعام والذي يتحد مع بروتينات جسم الكائن الحي. إذ إنه يحدد مدى سهولة استخدام البروتين المهضوم في تخليق البروتين في خلايا الكائن الحي. فالبروتينات هي المصدر الرئيسي للنيتروجين في الغذاء. وتفترض القيمة البيولوجية أن البروتين هو المصدر الوحيد للنيتروجين وتقيس نسبة النيتروجين الممتص بواسطة الجسم والتي تُدمج (نسبة النيتروجين) في الجسم فيما بعد. وتُدمج النسبة المتبقية في بروتينات الجسم الكائن الحي. تعطي نسبة النيتروجين المدمجة في الجسم على معدل النيتروجين الممتص مقياسا للبروتين «القابل للاستخدام» – القيمة البيولوجية.
كلما كان البروتين المكتسب من الغذاء في تكوينه من أحماض أمينية ضرورية مشابها لبروتينات الجسم البشري، يقل مجهود الجسم في تحويلها إلى بروتين إنساني، ولذلك يكون أنسب للجسم. وفي هذا المضمار تتبوأ الأحماض الأمينية الضرورية أهمية خاصة، لأن البروتينات تتكون من مصفوفة معينة من الأحماض الأمينية، وإذا نقص إحداها فلا يتكون البروتين المرغوب فيه، لذلك يمكن حدوث عجز في بروتينات الجسم. وفي الطب أُخِذَت البيضة الكاملة مرجعًا وتعطى قيمة بيولوجية 100، وعلى هذا الأساس تقدر القيمة البيولوجية للغذاء بمختلف أنواعه (مثل البطاطس والقمح والجبن والحليب والبازلاء والكينوا والفاصوليا والصويا وغيرها) بالمقارنة بالبيضة الكاملة. ولهذا يكون الجمع بين غذائين مثل البطاطس والحليب أو القمح والحليب أو الصويا والذرة أنسب للجسم، فيستفيد الجسم من الأحماض الأمينية الضرورية الموجودة فيهما كلها، ويستفيد منهما الجسم استفادة تامة.
على عكس بعض مقاييس استخدام البروتين، نجد أن القيمة البيولوجية لا تأخذ في عين الاعتبار مدى سهولة هضم البروتين وامتصاصه (إلى حد كبير بالأمعاء الدقيقة). وينعكس هذا في الأساليب التجريبية المستخدمة لتحديد القيمة البيولوجية. فالنقطة الحرجة هي أن البروتينات تتكون في سلاسل متتابعة من أحماص أمينية معينة وبتتابع خاص، وعدم وجود أحد تلك الحماض الأمينية توقف تكملة تكون البروتين؛ فيحدث عجز.
مقياس القيمة البيولوجية يستخدم اثنين من المقاييس المتقاربة:
1. استخدام النسبة المئوية الحقيقية (تظهر مع رمز النسبة المئوية).
2. استخدام نسبة مئوية تشير لمصدر بروتين سهل الاستخدام، وغالبًا ما يكون البيض (تظهر بدون وحدة).

وهنا ستتشابه القيمتان ولكن لن تتطابقا.
تختلف القيمة البيولوجية للغذاء وتتعدد بشكل كبير، ويعتمد على تشكيله كبيرة من العوامل. وتختلف القيمة البيولوجية للأغذية على وجه الخصوص بناءا على طريقة تحضيرها وأسلوب التغذية الحالي للكائن الحي. وهذا يجعل التحديد الموثوق للقيمة البيولوجية أمرًا صعبًا ومحدود الاستخدام، ويعد الصيام قبل الاختبار مطلوب عالميًا من أجل التحقق من الأرقام الموثوقة.
يستخدم مقياس القيمة البيولوجية استخدامًا شائعًا في علم التغذية في العديد من الكائنات الحية الثديية، وهو مقياس مناسب للبشر بشكل خاص. ويعد من الخطوط العريضة وتوجه معروف في كمال الأجسام في اختيار البروتين.

## أمثلة
| المادة الغذائية                    | القيمة البيولوجية |
| ---------------------------------- | ----------------- |
| شرش اللبن                          | 104               |
| Vollالبيضة كاملة (القيمة المرجعية) | 100               |
| صويا                               | 96                |
| سمك                                | 92                |
| حليب الصويا                        | 91                |
| قمح                                | 90+               |
| حليب                               | 88                |
|                                    | 85جبن هولندي      |
| كينوا                              | 83                |
| أرز                                | 83                |
| بطاطس                              | 76                |
| لحم بقري                           | 80                |
| فاصوليا                            | 72                |
| ذرة                                | 72                |
| شعير                               | 60                |
| عدس                                | 60                |
| دقيق القمح (83 % Ausmahlung)       | 56–59             |

## ازدواجيات تضمن قيم بيولوجية عالية
الجمع بين مادتين غذائيتين من تلك التي تحتوي على بروتينات تنتج قيمة بيولوجية عالية، تكون حتى أعلى من القيمة المرجعية للبيضة (100).
| الجمع بين مادتين غذائيتين     | القيمة البولوجية |
| ----------------------------- | ---------------- |
| 65 % بطاطس و 35 % بضة كاملة   | 136              |
| 75 % حليب و 25 % دقيق قمح     | 123              |
| 60 % بيضة و 40 % صويا         | 122              |
| 71 % بيضة و 29 % حليب         | 122              |
| 85 % أرز و 15 % شعير          | 118              |
| 68 % بيضة و 32 % قمح          | 118              |
| 77 % لحم بقري و 23 % بطاطس    | 114              |
| 55 % صويا و 45 % ارز          | 111              |
| 75 % حليب و 25 % قمح          | 105              |
| 55 % بطاطس و 45 % صويا        | 103              |
| 52 % بازلاء (جافة) و 48 % ذرة | 101              |